# Pallisa
Pallisa – miasto we wschodniej Ugandzie; stolica dystryktu Pallisa. Liczy 32,3 tys. mieszkańców. Ośrodek przemysłowy.